# Fuxin (Autonomer Kreis)

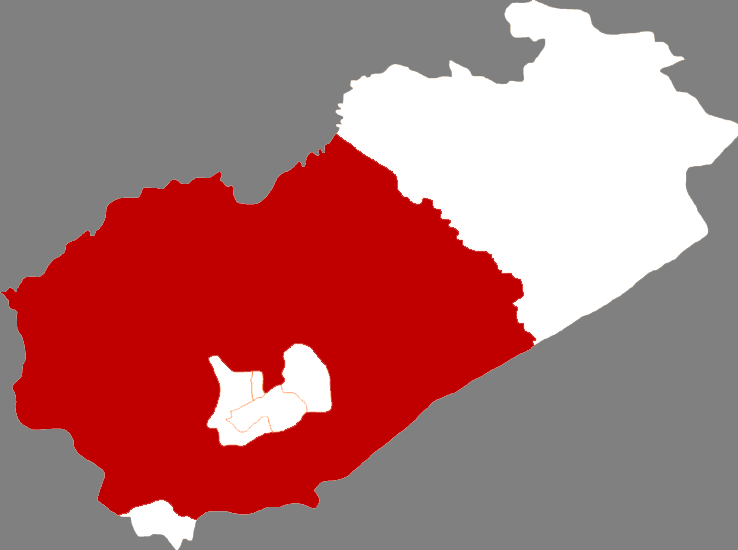
Lage des Autonomen Kreises Fuxin (rot) im Gebiet der Stadt Fuxin (weiß)

Der Autonome Kreis Fuxin der Mongolen (chinesisch 阜新蒙古族自治县, Pinyin Fùxīn Měnggǔzú Zìzhìxiàn;  mongolisch ᠹᠦᠰᠢᠨ ᠦ ᠮᠣᠩᠭᠣᠯ ᠥᠪᠡᠷᠲᠡᠭᠡᠨ ᠵᠠᠰᠠᠬᠤ ᠰᠢᠶᠠᠨ) ist ein autonomer Kreis der Mongolen im Verwaltungsgebiet der bezirksfreien Stadt Fuxin in der nordostchinesischen Provinz Liaoning. Er hat eine Fläche von 6.218 km² und zählt 545.749 Einwohner (Stand: Zensus 2020).

## Administrative Gliederung
Auf Gemeindeebene setzt sich der Autonome Kreis Fuxin aus einem Straßenviertel, 20 Großgemeinden, 15 Gemeinden und einer Staatsfarm zusammen. Diese sind:
| Straßenviertel Chengqu (城区街道), Sitz der Kreisregierung; Großgemeinde Daba (大巴镇); Großgemeinde Daban (大板镇); Großgemeinde Daguben (大固本镇); Großgemeinde Dawujiazi (大五家子镇); Großgemeinde Dongliang (东梁镇); Großgemeinde Fosi (佛寺镇); Großgemeinde Fuxin (阜新镇); Großgemeinde Furong (富荣镇); Großgemeinde Fuxingdi (福兴地镇); Großgemeinde Jianshe (建设镇); Großgemeinde Jiumiao (旧庙镇); Großgemeinde Paozi (泡子镇); Großgemeinde Ping’andi (平安地镇); Großgemeinde Shala (沙拉镇); Großgemeinde Shijiazi (十家子镇); Großgemeinde Wangfu (王府镇); Großgemeinde Wuhuanchi (务欢池镇); Großgemeinde Xinmin (新民镇); | Großgemeinde Yimatu (伊玛图镇); Großgemeinde Yusi (于寺镇); Gemeinde Bajiazi (八家子乡); Gemeinde Cangtu (苍土乡); Gemeinde Guohua (国华乡); Gemeinde Hadahushao (哈达户稍乡); Gemeinde Hongmaozi (红帽子乡); Gemeinde Huashige (化石戈乡); Gemeinde Laohetu (老河土乡); Gemeinde Qijiazi (七家子乡); Gemeinde Taiping (太平乡); Gemeinde Tayingzi (塔营子乡); Gemeinde Wofenggou (卧凤沟乡); Gemeinde Zhalanyingzi (扎兰营子乡); Gemeinde Zhaoshugou (招束沟乡); Gemeinde Zhizhushan (蜘蛛山乡); Gemeinde Zidutai (紫都台乡); Staatsfarm Paozi (泡子农场). |